# Námořnictvo Čínské lidové osvobozenecké armády
Námořnictvo Čínské lidové osvobozenecké armády (čínsky v českém přepisu Čung-kuo žen-min ťie-fang-ťün chaj-ťün, pchin-jinem Zhōngguó Rénmín Jiěfàngjūn Hǎijūn, znaky zjednodušené 中国人民解放军海军), zkráceně NČLOA, je námořní složkou Čínské lidové osvobozenecké armády a tedy námořnictvem Čínské lidové republiky. Námořnictvo ČLOA bylo založeno 23. dubna 1949 během Čínské občanské války. Od poloviny 90. let 20. století je Námořnictvo ČLOA postupně modernizováno v rámci širšího modernizační úsilí ČLOA, přičemž nyní představuje mnohem schopnější a modernější vojenskou sílu než v minulosti. V roce 2020 svou velikostí překonalo námořnictvo Spojených států amerických, takže je s více než 350 plavidly kvantitativně největším námořnictvem světa. V současnosti v Námořnictvu ČLOA slouží přibližně 250 000 vojáků.
V roce 2012 byla uvedena do služby v Námořnictvu ČLOA první letadlová loď Liao-ning, původně starší sovětská letadlová loď Varjag. V prosinci 2019 byla uvedena do provozu druhá letadlová loď Šan-tung, která je zároveň první čínskou letadlovou lodí domácí výroby. Třetí letadlová loď typu 003 se údajně blíží dokončení a její spuštění na vodu se očekává v roce 2021; pravděpodobně se také již zahájila výstavba čtvrté letadlové lodi. Námořnictvo ČLOA v současné době disponuje 66 ponorkami.
Námořnictvo ČLOA sestává z pěti složek: Hladinové síly NČLOA, Ponorkové síly NČLOA, Síly pobřežní obrany NČLOA, Námořní pěchota NČLOA a Letectvo NČLOA.
Námořnictvo ČLOA bylo doposud nasazeno především v Čínské občanské válce, Čínsko-vietnamské válce a v operacích proti pirátství v Somálsku.

## Historie
Námořnictvo Čínské lidové osvobozenecké armády vzniklo 23. dubna 1949 během Čínské občanské války, přičemž po vítězství komunistů v roce 1949 a stažení kuomintangských sil na ostrov Tchaj-wan, vytvořily základ jeho sil ukořistěné jednotky námořnictva Kuomintangu a lodě dodané ze Sovětského svazu (například fregaty třídy Riga, torpédové čluny či ponorky třídy Romeo). SSSR přitom do Číny poslal rovněž své vojenské poradce.
Až do 70. let byla hlavním úkolem povrchového námořnictva obrana pobřeží (zejména proti SSSR a USA) se silnou podporou letectva, takže se stavěly hlavně fregaty, torpédové a raketové čluny. Čína přitom rovněž postavila velké množství ponorek, čímž výrazně ovlivnila doktrínu námořnictev Japonska či Tchaj-wanu. Od 80. let však začalo se stavbou dalších tříd lodí, včetně torpédoborců a jaderných ponorek, nesoucích balistické rakety, umožňujících vybudovat námořnictvo schopné oceánských operací.
První raketové torpédoborce reprezentoval typ 051, technologicky zastaralý, přesto stavěný od konce 60. až do počátku 90. let. V 80. letech čínskému námořnictvu výrazně pomohla technologická pomoc Francie, která Číně dodala například protiletadlové řízené střely Crotale, protilodní střely YJ-8 (odvozené od typu Exocet) a řadu dalších systémů.
Po rozpadu Sovětského svazu získala Čína některé z ruských válečných lodí, například čtyři torpédoborce třídy Sovremennyj a nedostavěnou letadlovou loď Varjag.

## Organizace
Operační velení nově spadá pod velitelství jednotlivých válčišť (战区), zatímco samotné Velitelství Námořnictva ČLOA je zodpovědné za organizaci, výcvik a vyzbrojování jednotlivých složek NČLOA.

### Organizační struktura
Námořnictvo Čínské lidové osvobozenecké armády se dělí na tři floty:
- Severomořská flota, s velitelstvím ve městě Čching-tao, odpovědná za oblast Pochajského moře, Žlutého moře a severní část Východočínského moře
- Východomořská flota, s velitelstvím ve městě Ning-po, odpovědná za oblast Východočínského moře a Tchajwanského průlivu.
- Jihomořská flota, s velitelstvím ve městě Čan-ťiang, odpovědná za oblast Jihočínského moře.

Každou flotu tvoří hladinové síly, ponorkové síly, námořní letectvo a síly pobřežní obrany.
Další čínské základny jsou Lü-šun-kchou (dříve znám jako Port Arthur), Chu-lu-tao, Šanghaj, Čou-šan, Wen-čou, Sia-men, Kanton a Jü-lin.

## Velitelé
1. Siao Ťin-kuang (leden 1950 − leden 1980)
2. Jie Fej (leden 1980 – srpen 1982)
3. Liou Chua-čching (srpen 1982 – leden 1988)
4. Čang Lien-čung (leden 1988 – listopad 1996)
5. Š' Jün-šeng (listopad 1996 – červen 2003)
6. Čang Ting-fa (červen 2003 – srpen 2006)
7. Wu Šeng-li (srpen 2006 – leden 2017)
8. Šen Ťin-lung (leden 2017 – září 2021)
9. Tung Ťün (září 2021 – současnost)

## Hodnosti

### Admirálové a důstojníci
|                                        | Admirálové                                     | Admirálové                                     | Admirálové                                   | Kapitáni                                | Kapitáni                                     | Kapitáni                                     | Kapitáni                                   | Poručíci                                   | Poručíci                                   | Poručíci                                 | Kadeti                                    |
| -------------------------------------- | ---------------------------------------------- | ---------------------------------------------- | -------------------------------------------- | --------------------------------------- | -------------------------------------------- | -------------------------------------------- | ------------------------------------------ | ------------------------------------------ | ------------------------------------------ | ---------------------------------------- | ----------------------------------------- |
| Rukávová insignie                      |                                                |                                                |                                              |                                         |                                              |                                              |                                            |                                            |                                            |                                          |                                           |
| Čínsky (pchin-jin) (česká transkripce) | 海军上将 hǎijūn shàngjiàng chaj-ťün šang-ťiang | 海军中将 hǎijūn zhōngjiàng chaj-ťün čung-ťiang | 海军少将 hǎijūn shàojiàng chaj-ťün šao-ťiang | 海军大校 hǎijūn dàxiào chaj-ťün ta-siao | 海军上校 hǎijūn shàngxiào chaj-ťün šang-siao | 海军中校 hǎijūn zhōngxiào chaj-ťün čung-siao | 海军少校 hǎijūn shàoxiào chaj-ťün šao-siao | 海军上尉 hǎijūn shàngwèi chaj-ťün šang-wej | 海军中尉 hǎijūn zhōngwèi chaj-ťün čung-wej | 海军少尉 hǎijūn shàowèi chaj-ťün šao-wej | 海军学员 hǎijūn xuéyuán chaj-ťün süe-jüan |
| Odpovídající hodnost                   | Admirál                                        | Viceadmirál                                    | Kontradmirál                                 | Starší kapitán                          | Kapitán                                      | Komandér Fregatní kapitán                    | Kapitán-poručík Korvetní kapitán           | Nadporučík                                 | Poručík                                    | Podporučík                               | Námořnický kadet                          |
| Kód NATO                               | OF-9                                           | OF-8                                           | OF-7                                         | OF-6                                    | OF-5                                         | OF-4                                         | OF-3                                       | OF-2                                       | OF-1                                       | OF-1                                     | OF(D)                                     |

### Námořníci
|                                        | Vyšší seržanti                                                   | Vyšší seržanti                                                    | Vyšší seržanti                                                      | Střední seržanti                                        | Střední seržanti                                         | Mladší seržanti                           | Mladší seržanti                        | Mužstvo                                                 | Mužstvo                                   |
| -------------------------------------- | ---------------------------------------------------------------- | ----------------------------------------------------------------- | ------------------------------------------------------------------- | ------------------------------------------------------- | -------------------------------------------------------- | ----------------------------------------- | -------------------------------------- | ------------------------------------------------------- | ----------------------------------------- |
| Výložky                                |                                                                  |                                                                   |                                                                     |                                                         |                                                          |                                           |                                        |                                                         |                                           |
| Čínsky (pchin-jin) (česká transkripce) | 海军一级军士长 hǎijūn yījí jūnshìzhǎng chaj-ťün i-ťi ťün-s'-čang | 海军二级军士长 hǎijūn èrjí jūnshìzhǎng chaj-ťün er-ťi ťün-s'-čang | 海军三级军士长 hǎijūn sānjí jūnshìzhǎng chaj-ťün san-ťi ťün-s'-čang | 海军一级上士 hǎijūn yījí shàngshì chaj-ťün i-ťi šang-š' | 海军二级上士 hǎijūn èrjí shàngshì chaj-ťün er-ťi šang-š' | 海军中士 hǎijūn zhōngshì chaj-ťün čung-š' | 海军下士 hǎijūn xiàshì chaj-ťün sia-š' | 海军上等兵 hǎijūn shàngděngbīng chaj-ťün šang-teng-ping | 海军列兵 hǎijūn lièbīng chaj-ťün lie-ping |
| Kód NATO                               | OR-9                                                             | OR-9                                                              | OR-8                                                                | OR-7                                                    | OR-6                                                     | OF-5                                      | OF-4                                   | OF-3                                                    | OF-2                                      |

## Složení

### Letadlové lodě[20]
- Šan-tung (Typ 002)

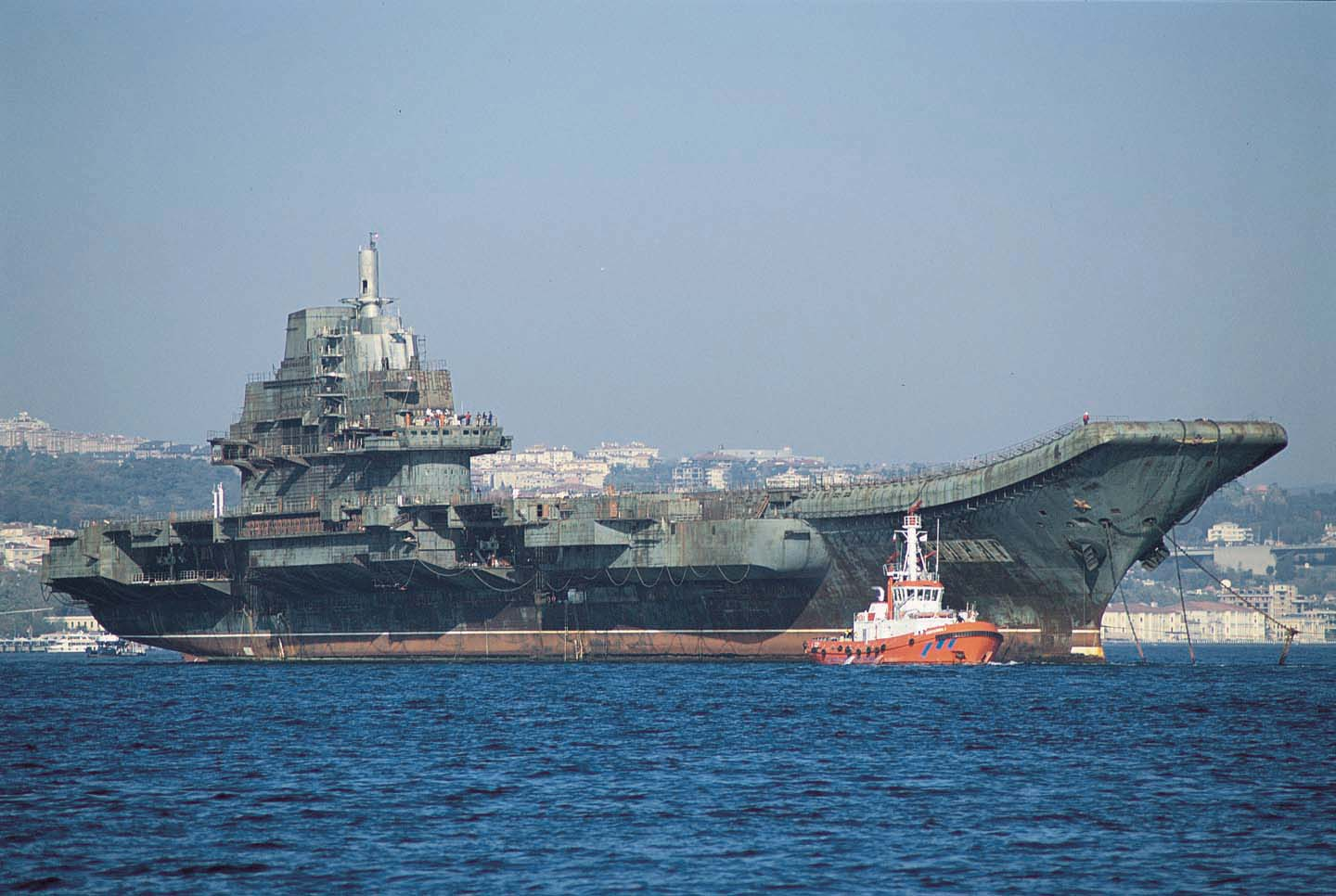
Nedostavěná letadlová loď Varjag po dodání do Číny

- Liao-ning (Typ 001; původně sovětský Varjag)
- Fu-ťien (Typ 003; třída supercarrier s katapultem EMALS)

### Torpédoborce

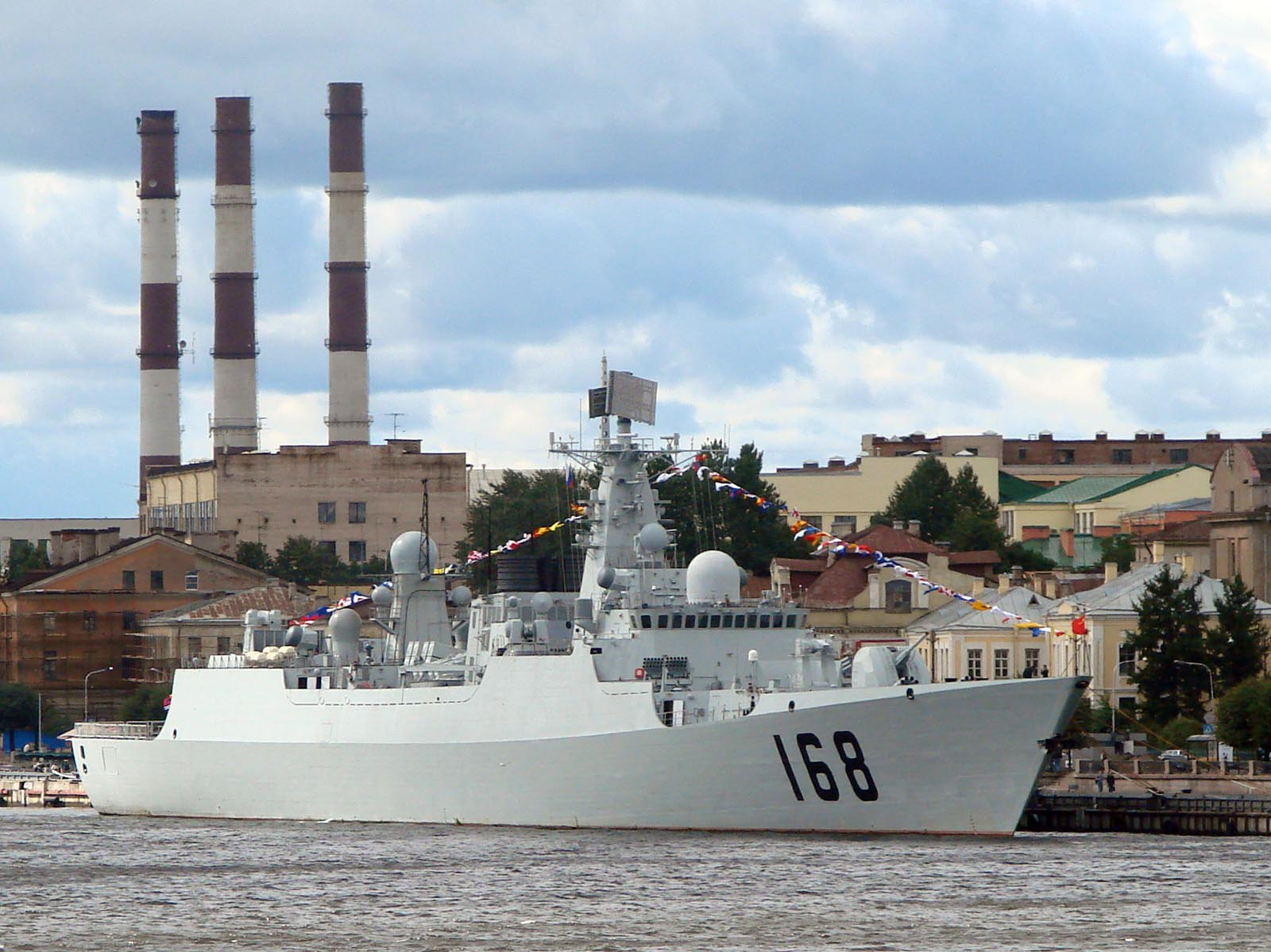
Torpédoborec typu 052B

- Torpédoborec typu 055 – v kódu NATO třída Renhai (8 ks)
- Torpédoborec typu 052D – v kódu NATO třída Luyang-III (29 ks)
- Torpédoborec typu 052C – v kódu NATO třída Luyang-II (6 ks)
- Torpédoborec typu 052B – v kódu NATO třída Luyang-I (2 ks)
- Torpédoborec typu 051C – v kódu NATO třída Luzhou (2 ks)
- Torpédoborec typu 051B – v kódu NATO třída Luhai (1 ks)
- Torpédoborec typu 052 – v kódu NATO třída Luhu (2 ks)
- Třída Sovremennyj – Projekt 956 a Projekt 956EM (4 ks)

### Fregaty[21]

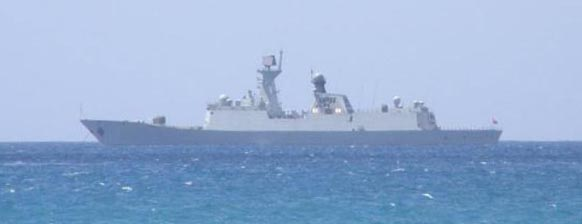
Fregata typu 054A

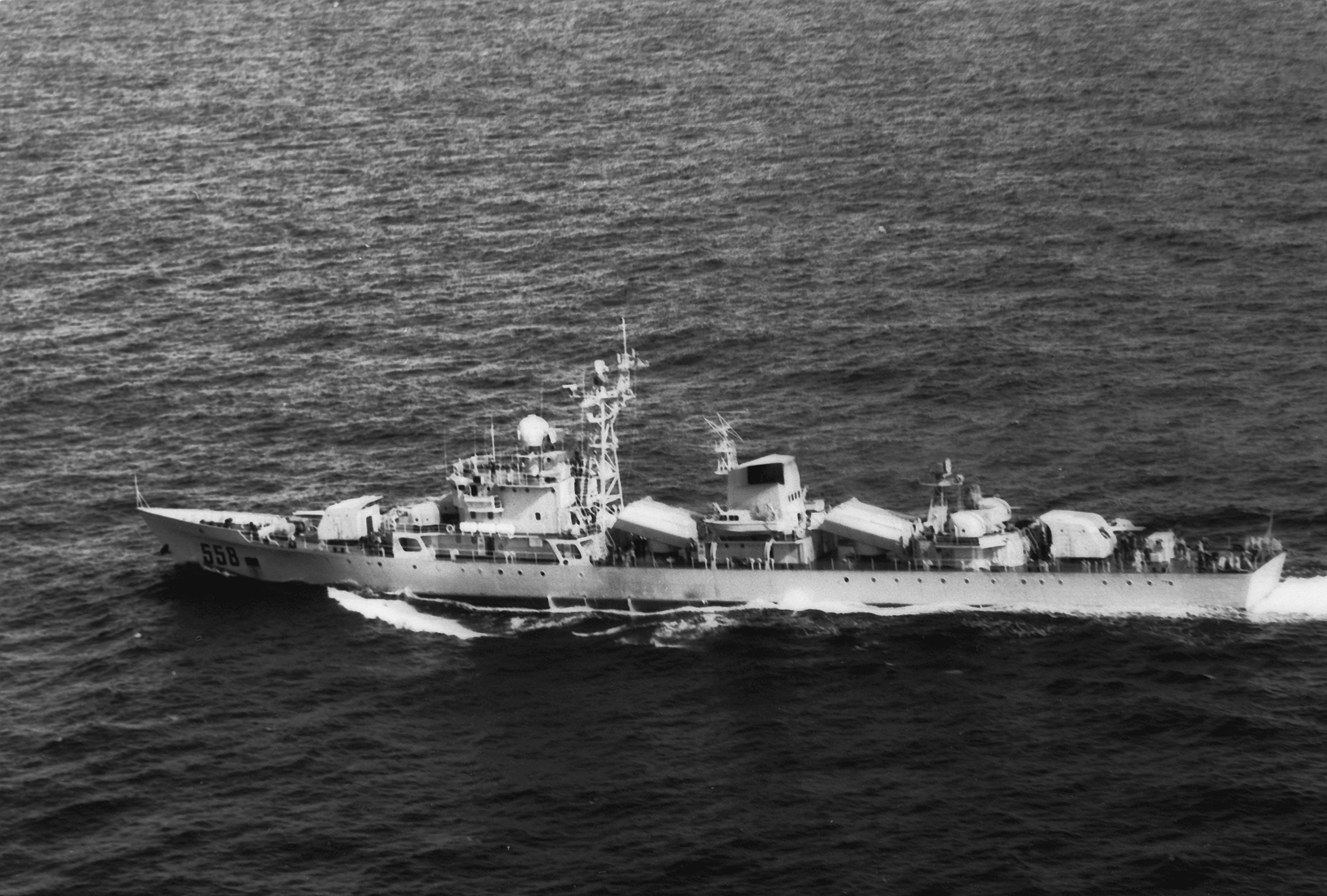
Fregata třídy Jianghu V

- Fregata typu 054B – v kódu NATO Jiangkai III (2 ks)
- Fregata typu 054A – v kódu NATO Jiangkai II (40 ks)
- Fregata typu 054 – v kódu NATO Jiangkai I (2 ks)
- Fregata typu 053H3 – v kódu NATO Jiangwei II (7 ks)
- Fregata typu 053H1G – v kódu NATO Jianghu V (3 ks)

### Korvety
- Korveta typu 056 – v kódu NATO Jiangdao (72 ks)

### Ponorky

#### Útočné ponorky s jaderným pohonem

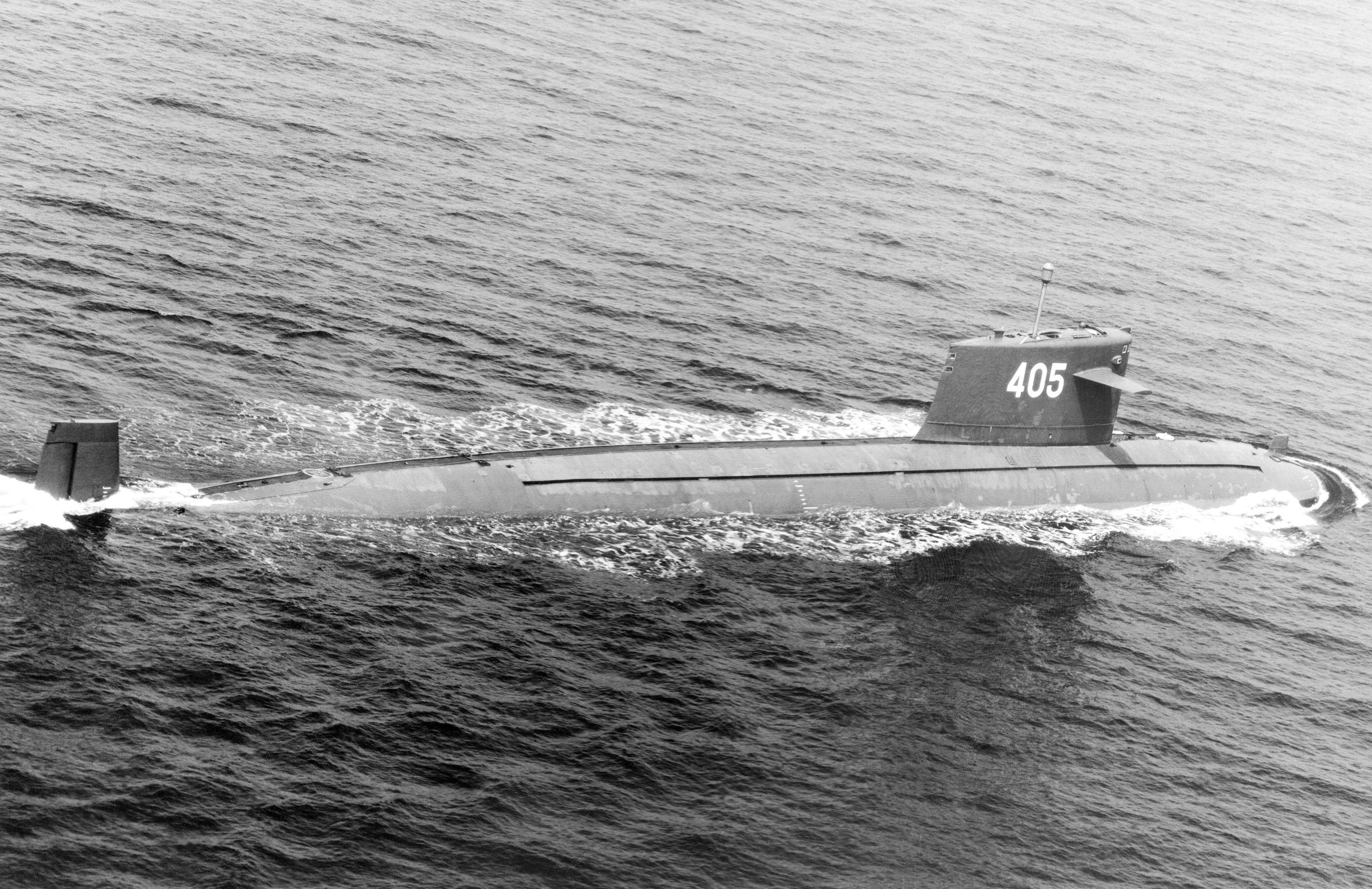
Jaderná ponorka třídy Han

- Ponorka typu 093 – v kódu NATO třída Shang (6 ks)
- Ponorka typu 091 – v kódu NATO třída Han (3 ks)

#### Raketonosné ponorky s jaderným pohonem
- Ponorka typu 094 – v kódu NATO třída Jin (4 ks)
- Ponorka typu 092 – v kódu NATO třída Xia (1 ks)

#### Dieselelektrické ponorky

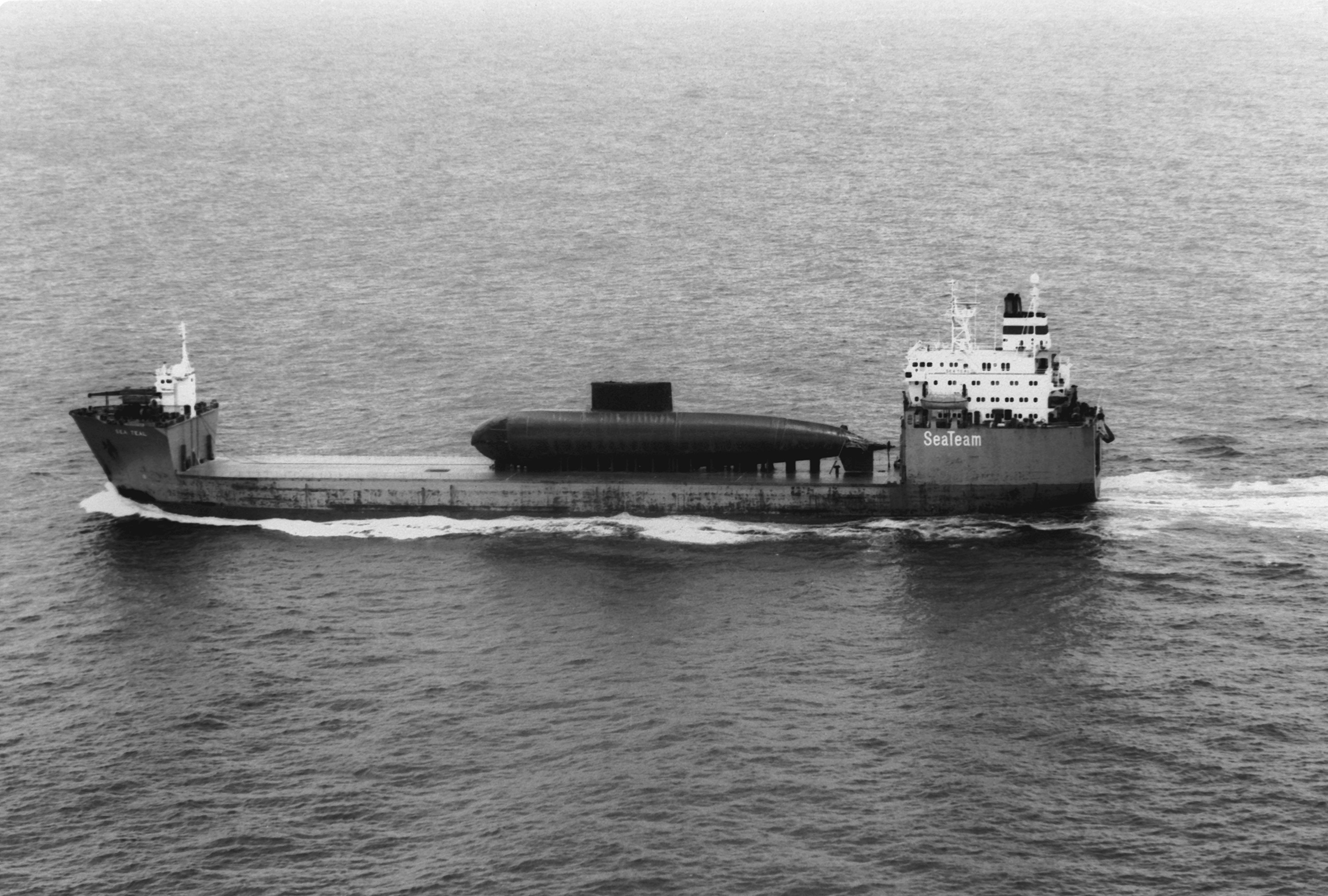
Ponorka třídy Kilo

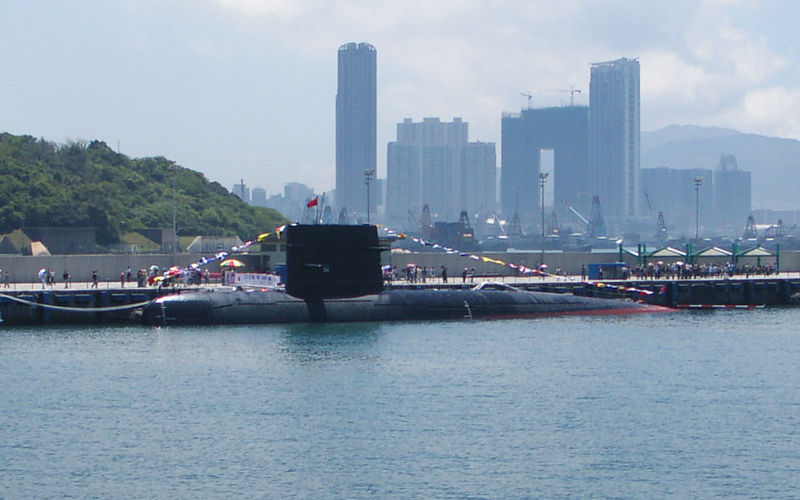
Ponorka třídy Song

- Ponorka typu 039A – v kódu NATO třída Yuan (17 ks)
- Ponorka typu 039 – v kódu NATO třída Song (13 ks)
- Třída Kilo – Projekt 636/877EKM (12 ks)
- Ponorka typu 035 – v kódu NATO třída Ming (18 ks)
- Ponorka typu 033 – v kódu NATO třída Romeo (8 ks)

### Výsadkové lodě
- Výsadková loď typu 075 (4 ks) – vrtulníková výsadková loď
- Výsadková loď typu 071 (8 ks) – Amphibious Transport Dock
- Výsadková loď typu 073A – v kódu NATO třída Yunshu (10 ks)
- Výsadková loď typu 073III – v kódu NATO třída Yudeng (1 ks)
- Výsadková loď typu 072A – v kódu NATO třída Yuting II (15 ks)
- Výsadková loď typu 072III – v kódu NATO třída Yuting I (11 ks)
- Výsadková loď typu 072II – v kódu NATO třída Yuting (1 ks)

### Minolovky

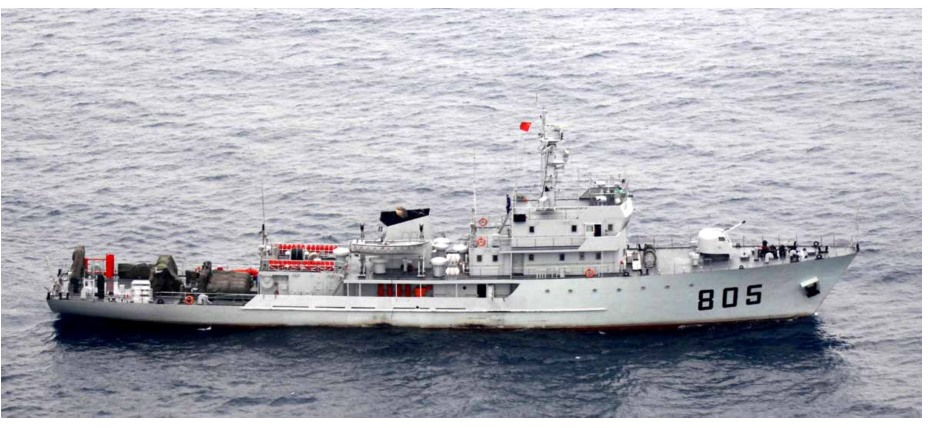
Minolovka typu 081

- Minolovka typu 082 – v kódu NATO Wosao
- Minolovka typu 082I – v kódu NATO Wosao II
- Minolovka typu 082II – v kódu NATO Wozang
- Minolovka typu 081 – v kódu NATO Wochi

### Hlídkové lodě
- Raketový člun typu 037IG (cca 20 ks)
- Raketový člun typu 037II (6 ks)
- Raketový člun typu 022 (cca 90 ks)

- Stíhač ponorek typu 037IS (cca 20 ks)
- Stíhač ponorek typu 037I (1 ks)
- Stíhač ponorek typu 037

### Pomocné lodě

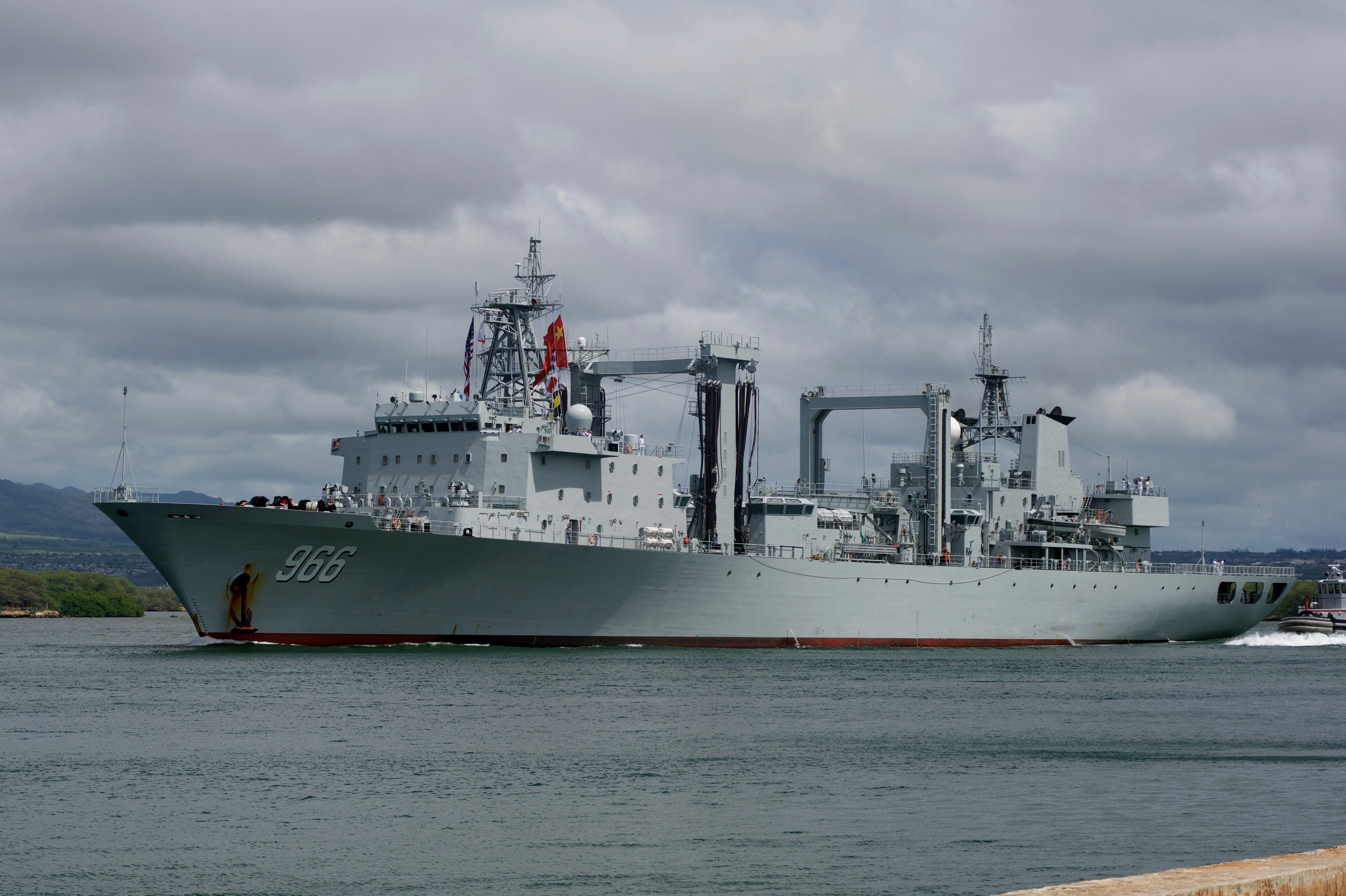
Zásobovací loď typu 903

- Zásobovací loď typu 904 – v kódu NATO třída Dayun (4 ks)
- Zásobovací tanker typu 908 – v kódu NATO třída Fusu (1 ks)
- Zásobovací loď typu 903 – v kódu NATO třída Fuchi (9 ks)
- Bojová zásobovací loď typu 901 – v kódu NATO třída Fuyu (2 ks)

- Nemocniční loď typu 920 – v kódu NATO třída Anwei (3 ks)
- Nemocniční loď typu 919 – v kódu NATO třída Anshen (2 ks)

### Cvičné lodě

#### Cvičné lodě
- Čeng Che (81) – v kódu NATO Daxin

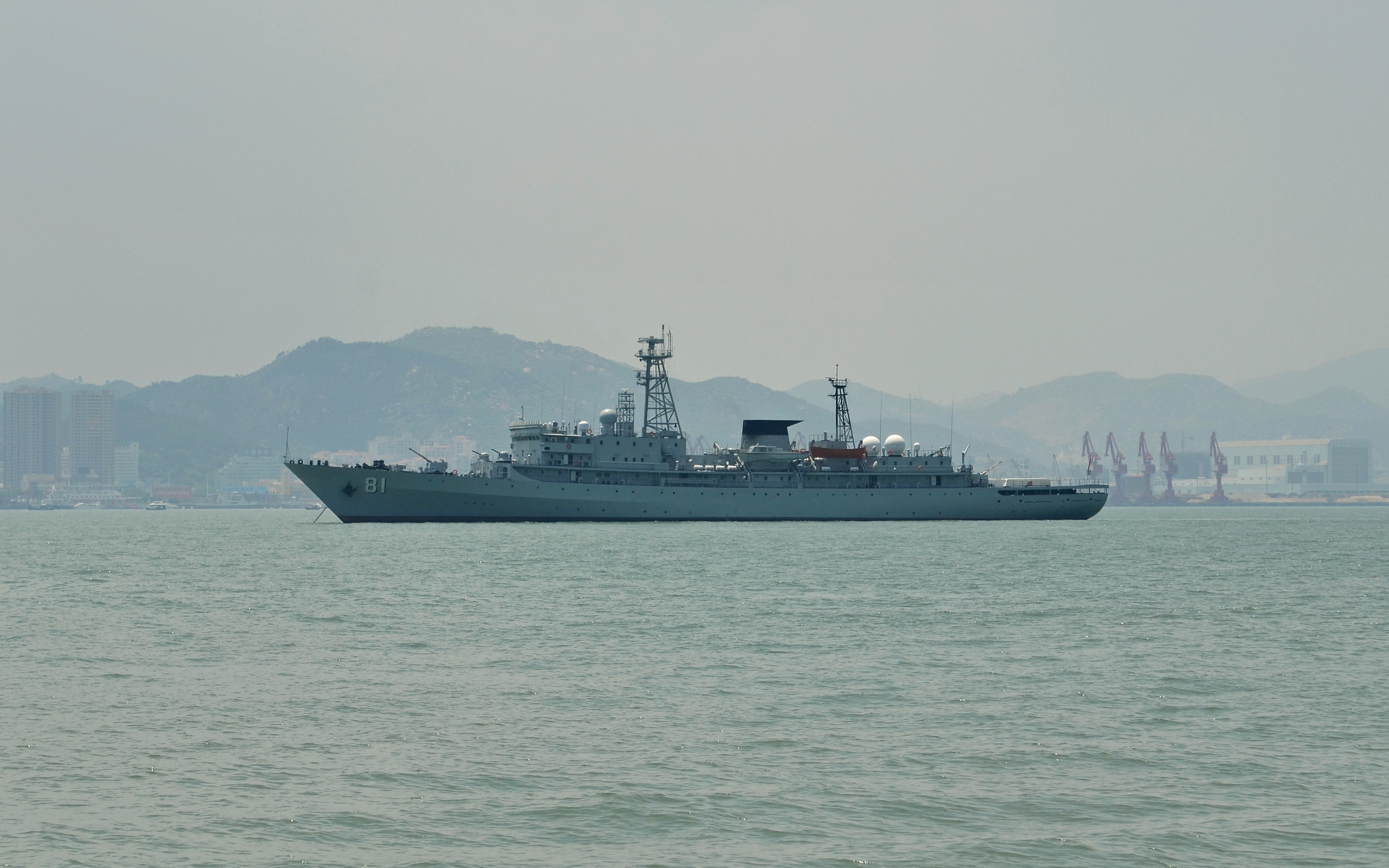
Čeng Che (81)

- Čchi Ťi-kuang (83) – v kódu NATO Dadu

#### Víceúčelové cvičné lodě
- Teng Š'-čchang (82) – v kódu NATO Dashi

#### Cvičné plachetnice
- Pcho-lang (86)

## Plánované akvizice
- Letadlová loď typu 003
- Torpédoborec typu 055 (2 ks ve stavbě)
- Torpédoborec typu 052D (1 ve stavbě)
- Výsadková loď typu 076 (1 ks) – vrtulníková výsadková loď